# Atrato
Atrato (španělsky Río Atrato) je řeka v Kolumbii. Je 644 km dlouhá. Údolím řeky prochází tektonická hranice mezi Severní a Jižní Amerikou

## Průběh toku
Pramení v Západní Kordilleře a teče z jihu na sever v hluboké a široké (až 80 km) dolině. Ústí do zálivu Urabá, který je součástí Dariénského zálivu Karibského moře, přičemž vytváří deltu.

## Vodní stav
Hlavním zdrojem vody je déšť, západní část Kolumbie patří k nejdeštivějším regionům světa. Řeka má mnoho vody po celý rok a unáší mnoho nánosů.

## Využití
Lodní doprava je možná v délce 560 km až k městu Quibdó. V minulosti existoval záměr projektu, který spočíval ve využití doliny řeky k vybudování kanálu propojujícího Atlantský a Tichý oceán, ale přednost nakonec dostal Panamský průplav.